# 特里斯坦·布吕巴赫谋杀案
特里斯坦·布吕巴赫（Tristan Brübach，1984年10月3日—1998年3月26日）是一名13岁的德国男孩，他在法兰克福赫希斯特被离奇杀害，该谋杀案至今仍未破获。

## 经历
特里斯坦·布吕巴赫于 1984 年 10 月 3 日出生于美因河畔法兰克福，父母是贝恩德（Bernd）和伊丽丝（Iris）。伊丽丝于1995年自杀，留下贝恩德独自抚养特里斯坦。特里斯坦就读于赫希斯特的瓦尔特·科尔布小学（Walter-Kolb-Grundschule），毕业后在辛德林根上中学。 特里斯坦性格害羞，喜欢动物。

## 遇害
布吕巴赫最后一次被人看到是在法兰克福-赫希斯特火车站前的一个公园——在他被谋杀的当天下午3点20分。放学回家的孩子们发现了他的尸体，并告诉了学校的老师，警方在下午5点08分接到通知。布吕巴赫的尸体被发现时位于利德巴赫人行隧道内，该隧道沿着利德巴赫河的地下部分延伸。布吕巴赫被打得昏迷不醒，疑似被勒死，但脖子上却有一道长长的刀痕。他的两个睾丸，以及他臀部和大腿上的肉都被切除了。凶器就在附近的地上。这起谋杀案被三名少年从远处目击（与发现尸体的孩子不是同一人），然而，他们当时并没有意识到这是谋杀。这些目击者向警方提供了嫌疑人的描述，并制作了一张合成草图。1999年3月，谋杀案发生一年后，特里斯坦的背包在距离犯罪现场25公里（15英里）的尼登豪森的森林中被发现。背包里装着一本捷克语的德国道路地图集，据信这本地图集不属于布吕巴赫，他不会说捷克语，也没有理由拥有它。警方随后将调查范围扩大到捷克共和国和斯洛伐克，但没有找到任何线索。